# Forroçacana
Forroçacana é uma banda de forró brasileira, originária do estado do Rio de Janeiro, criada em 1997 pelos integrantes Duani, Chris Mourão, Mará, Cachaça e Marcos Moletta. No ano seguinte, o integrante Marcos se juntou ao grupo. A banda é considerada pela crítica especializada como inovadora, por introduzir no forró instrumentos como a rabeca, cítara, pandeiro, cavaquinho, derbak e zabumbatera (mistura de zabumba e bateria).
A banda já lançou quatro discos, Vamo que vamo (Atração Fonográfica, considerado disco independente, 2001), Forróçacana (Sony Music, 2002), Os Maiores Sucessos De São João (Indie Records 2004) e o álbum ao vivo O Melhor Forró Do Mundo (Indie Records 2005) sendo considerada um dos maiores nomes no forró durante a década de 2000

## Discografia
- Vamo Que Vamo-(2001)
- Forróçacana-(2002)
- Os Maiores Sucessos De São Joao-(2004)
- O Melhor Forró O Mundo-(2005)